# Le mie vacanze
Le mie vacanze (Ferien vom Ich) è un film del 1952 diretto da Hans Deppe. È il secondo adattamento del romanzo omonimo di Paul Keller, portato sullo schermo nel 1934 dallo stesso regista, film che aveva avuto come interpreti Hermann Speelmans e Carola Höhn.

## Trama
Mentre si trova in viaggio di affari in Germania, il miliardario americano George B. Stefenson decide di prendersi un lungo riposo dopo essere stato vittima di un attacco cardiaco. Insieme al suo medico curante, vuole gestire una casa di cura per uomini d'affari sotto stress: acquista a questo scopo una tenuta dalla bella Eva, una proprietaria terriera che finirà per conquistare il suo cuore.

## Produzione
Il film - girato con il titolo di lavorazione Am Brunnen vor dem Tore - fu prodotto dalla H.D. Film.

## Distribuzione
Distribuito dalla Gloria Filmverleih AG, uscì nelle sale cinematografiche tedesche l'11 novembre 1952. In Italia, la Dolomit Film lo distribuì nel 1954 con il visto di censura 17686.